# Eisenbahnunfall von Sarai Banjara
Bei dem Eisenbahnunfall von Sarai Banjara fuhr am 2. Dezember 2000 zwischen den Bahnhöfen Sarai Banjara und Sadhugarh im indischen Bundesstaat Punjab ein Personenzug in einen entgleisten Güterzug. Bei dem Unfall starben 45 Menschen.

## Ausgangslage
Es bestand eine Anordnung, die zweigleisige Strecke mit Ultraschall auf Risse zu überprüfen. Entsprechendes Gerät aber war nicht vorhanden. Am Unfalltag herrschte starker Morgennebel. Der Güterzug war  von Ajitwal nach Bongaigaon unterwegs, der Schnellzug Howrah-Amritsar Mail, Nr. 3005, von Howrah nach Amritsar in der Gegenrichtung.

## Unfallhergang
Gegen 5:30 Uhr entgleisten 14 Wagen des Güterzugs, vermutlich aufgrund eines Schienenbruchs oder eines Defekts an einem der Fahrzeuge, zwischen den Bahnhöfen Sarai Banjara und Sadhugarh, ohne dass jemand verletzt wurde. Einige der Güterwagen gerieten dabei allerdings auch in den Regellichtraum des Gleises der Gegenrichtung. Der Howrah-Amritsar Mail fuhr mit Reisegeschwindigkeit in die entgleisten Güterwagen, die auf seinem Fahrweg lagen. Aufgrund des Nebels sah der Lokomotivführer des Howrah-Amritsar Mail die entgleisten Güterwagen erst sehr spät. Die Lokomotive und die ersten fünf Wagen des Schnellzuges entgleisten. Der vierte Wagen, ein Schlafwagen, kletterte auf die vor ihm eingereihten Sitzwagen auf. Diese Fahrzeuge wurden schwer beschädigt.

## Folgen
45 Menschen starben, mindestens 149 weitere wurden verletzt. Kritisiert wurde der mangelnde Unterhalt der Eisenbahninfrastruktur und dass es für Notfälle kein effizienteres Kommunikationssystem gab.
Die indische Eisenbahnministerin Mamata Banerjee besuchte die Unfallstelle und äußerte spontan, dass vielleicht ein Anschlag auf die Eisenbahn vorliege. Das wurde aber sofort als Ablenkungsmanöver einer Verantwortlichen für die unzureichende Pflege der indischen Eisenbahninfrastruktur gewertet. 2009 lag zu dem Unfall immer noch kein Untersuchungsbericht vor.